# Санта Кристина и Бисоне
Са̀нта Кристѝна и Бисо̀не (на италиански: Santa Cristina e Bissone) е община в Северна Италия, провинция Павия, регион Ломбардия. Административен център на общината е село Санта Кристина (на италиански: Santa Cristina), което е разположено на 71 m надморска височина. Населението на общината е 1959 души (към 2017 г.).